# Szpital polowy

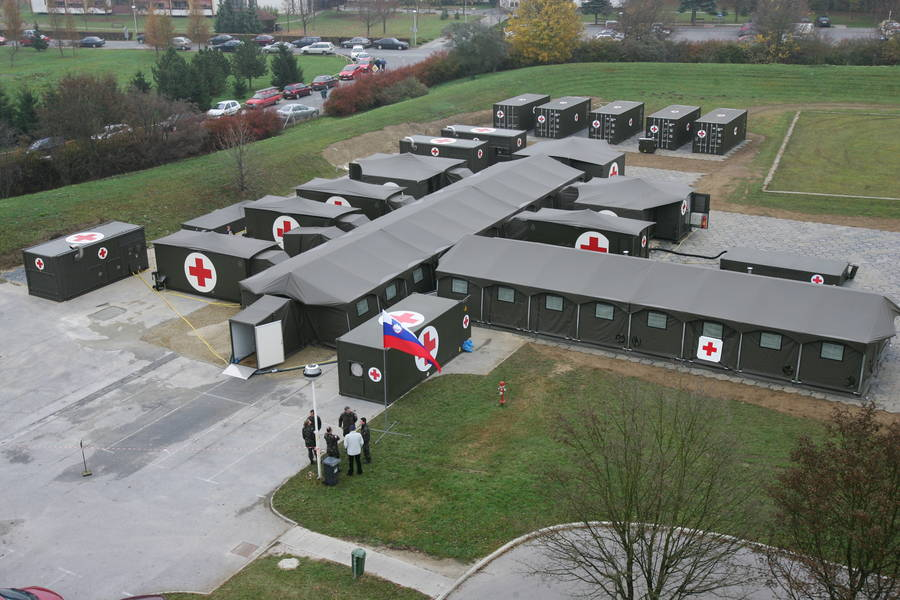
Słoweński szpital polowy

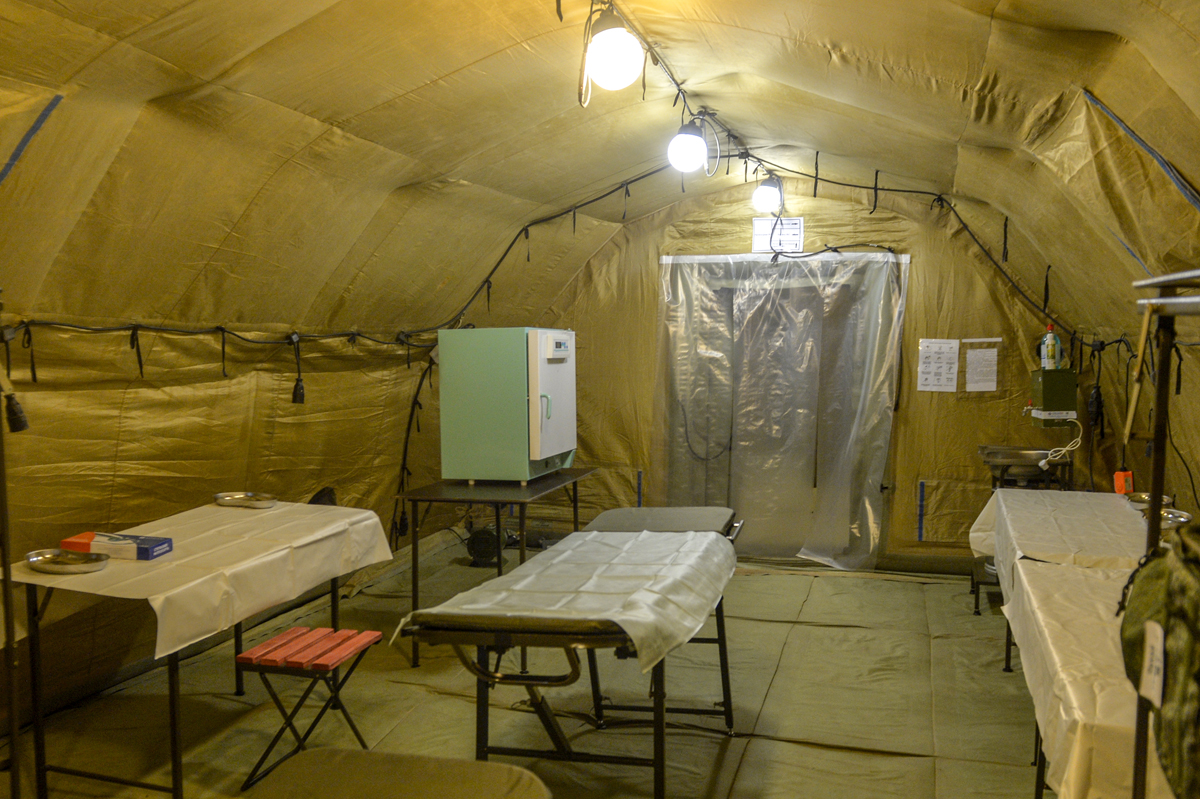
Sala operacyjna w szpitalu polowym

Szpital polowy – rodzaj tymczasowego szpitala, rozstawianego (w terminologii wojskowej: „rozwijanego”) poza budynkami szpitala stałego, zazwyczaj przeznaczonego do leczenia ofiar działań wojennych, wielkich katastrof i klęsk żywiołowych.
Szpitale polowe na potrzeby wojska zazwyczaj „rozwijane” są z dala od frontu tak, aby  zminimalizować ryzyko związane z bezpośrednimi działaniami wojennymi, ale jednak na tyle blisko pola walki, aby przewóz rannych (śmigłowcami, transporterami lądowymi lub samochodami) nie nastręczał zbyt wielkich trudności. Szpitale polowe w czasie pokoju buduje się bez uwzględniania ryzyka działań bojowych, a biorąc pod uwagę głównie położenie dogodne ze względów komunikacyjnych.
W czasie konfliktów w XIX w. i przez większość XX w. szpitale polowe budowano przede wszystkim w namiotach, czasem z wykorzystaniem innych lekkich konstrukcji tego typu. Powszechnie znanym, dzięki serialowi telewizyjnemu M*A*S*H, był mobile army surgical hospital używany w trakcie wojny koreańskiej. Obecnie coraz częściej zastępuje się niewygodne namioty łatwymi do przewożenia i ustawiania zestawami specjalistycznych kontenerów.

## Inne formy
Do pełnienia roli szpitala polowego mogą być również zaadaptowane specjalistyczne pojazdy, jak np. statki lub samoloty.
Popularnie w tej roli wykorzystywane są zwłaszcza statki szpitalne, jak np. HMHS Britannic w czasie I wojny światowej czy ORP Wodnik w czasie I wojny w Zatoce Perskiej. W przypadku samolotów do pełnienia tej roli adaptowane są jednostki transportowe i pasażerskie mogące pełnić funkcję szpitala polowego na ziemi. Przykładowo jeden z takich samolotów Bundeswehra skierowała do Phuket w celu niesienia pomocy ofiarom tsunami na Oceanie Indyjskim w grudniu 2004. Samolotami szpitalami dysponują także m.in. Amerykanie, Holendrzy, a także – do akcji humanitarnych – ONZ.